# Carl Ditters von Dittersdorf
Carl Ditters von Dittersdorf (Viena, 2 de novembre de 1739 - Neuhof, Bohèmia, 24 d'octubre de 1799) fou un compositor austríac i virtuós del violí. Va ser un fèrtil compositor del període clàssic vienès.

## Començaments artístics
Atret des dels primers anys a la música, formà part, com a violí, sent nen encara, de l'orquestra de l'església dels Benedictins de Viena, i del 1751 al 1761, de la capella privada del príncep d'Hildburghausen, i després de l'abolició d'aquesta capella (1761), de l'orquestra del Hoftheater de Viena. Sense deixar aquesta plaça de mestre, va fer un viatge a Itàlia (1763) on assolí un èxit notable com a violinista.
| Carl Ditters von Dittersdorf: Ovid Symphony, N. 2: Introduction and 1st Movement: Adagio non molto-Allegro. Arrival of Phaeton at the Golden Palace of his father the god Sun. |
| |
| Porticodoro / SmartCGArt Media Productions - Classical Orchestra. |
| |

El 1764 acabà el seu contracte amb aquest teatre, ocupà la plaça de mestre en la capella episcopal de Grosswardein, i el 1769 entrà al servei del bisbe príncep de Breslau a Johannisberg amb l'encàrrec d'organitzar una capella: allà es formà en l'art de la composició musical, i aviat es donà conèixer a Viena amb l'execució de llurs obres, fen viatges sovint a aquella ciutat. Llurs oratoris Esther i Hiob (1773 i 1786) assoliren molt bona acollida a tot Europa. Tres oratoris més i una missa.
| Carl Ditters von Dittersdorf: Ovid Symphony, N. 1: Final Part of the 3rd Movement: Menuetto con garbo. Description of The Age of Bronze. |
| |
| Porticodoro / SmartCGArt Media Productions - Classical Orchestra.                                                                        |
| |

## Música instrumental
També gaudí de gran reputació com a compositor instrumental, (Avui en dia és sobretot conegut per la seva música instrumental.) Compongué 32 òperes i singspiels, molts llibrets de les quals va escriure ell mateix. Va compondre també més de 120 simfonies i nombrosos concerts instrumentals: quartets, quintets, concerts de violí, piano, etc.,.

## Composicions operistiques
En vida, el seu major èxit musical va ser l'òpera còmica singspiel, Doktor und Apotheker, (1786), la qual va obtenir un gran èxit no solament a Alemanya, sinó també a Anglaterra, creant-li una popularitat superior a la de Mozart i de Haydn. Igual èxit mereixeren moltes de les seves últimes òperes, especialment Hieronymus Knicker (1789). Junt amb el compositor txec Václav Pichl, va harmonitzar diverses operetes amb llibret d'aquest.
En morí el conte Schaffgotsch, llur mecenes (1796), en el seu testament li deixà una mòdica pensió, insuficient per viure, però gràcies al baró de Stillfried, el qual el recollí en el seu castell de Bohèmia, va poder gaudir de benestar i abundància, fins a la fi dels seus dies.
A més de les òperes citades, escriví les següents:
- Amore in música (1767
- Sposo burlato (1775)
- Betrug durch Aberglauben (1786)
- Die Liebe im Narrenhausen (1786)
- Il Democrito corretto (1786)
- La contadina fedele, Orpheus der zweite (1787)
- Der Schiffspatron (1789)
- Hokus Pokus (1790)
- Das Gespentsmit der Trommel (1794)
- Gott Mars (1795)
- D. Chisciotte (1795)
- Die Guelfen (1795)
- Der Schah von Schiras (1795)
- Ugolino (1796)
- Die Lustingen Weiber von Windsor (1796)
- Der Schoene Herbsttag (1796)
- Der Trenengewinnst, Der Muedchenmarckt, Terno Secco (1797)
- Coribaldi, Il Tribunale de Gione (1798)

## Escriptor
Es donà conèixer igualment com a escriptor amb llurs Brief ueber die Grenzen des Komischen und Heroischen in der Musik, i Brief ueber die Behandlung italianischer Texte bei der Composition und ueber andere Gegenstaende.
Pocs dies abans de morir dictà al seu fill una interessant Autobiografia que fou publicada a Leipzig el 1801.

## Media
- Sonate A-Dur By Karl Ditters Von Dittersdorf (1739–1799). Published by Doblinger Music Publishers (DB.DM-01196)

| Dittersdorf 1st Movement from the "Sonata in A Major" (Sonate A-Dur). Performed by Kaila Rochelle on the Pianoteq "Walter" fortepiano with a Roland RD-700 keyboard midi controller. |
| |
| |
| |

| Dittersdorf 2nd Movement from the "Sonata in A Major" (Sonate A-Dur). Performed by Kaila Rochelle on the Pianoteq "Walter" fortepiano with a Roland RD-700 keyboard midi controller. |
| |
| |
| |

| Dittersdorf 3rd Movement from the "Sonata in A Major" (Sonate A-Dur). Performed by Kaila Rochelle on the Pianoteq "Walter" fortepiano with a Roland RD-700 keyboard midi controller. |
| |
| |
| |

- "Ouverture" from the "Hocus Pocus" comic opera (1790)

| Dittersdorf "Ouverture" from the "Hocus Pocus" comic opera (1790). Performed by Kaila Rochelle on the Pianoteq "Walter" fortepiano. |
| |
| |
| |